# 2-Hexanone
Pour les articles homonymes, voir MBK.
 (décembre 2021).
Si vous disposez d'ouvrages ou d'articles de référence ou si vous connaissez des sites web de qualité traitant du thème abordé ici, merci de compléter l'article en donnant les références utiles à sa vérifiabilité et en les liant à la section « Notes et références ».
La 2-hexanone, hexan-2-one ou cétone de butyle méthyle est une cétone de formule C6H12O.

## Propriétés et usages
Il a été utilisé autrefois comme diluant à peinture et solvant organique, mais il n'est plus produit aux États-Unis en raison de sa dangerosité. 
Cependant sa valeur limite d'exposition reste très faible. La 2-hexanone est en effet absorbée par les poumons, par voie orale et cutanée, et son métabolite, la 2,5-hexanedione, est neurotoxique. Cette molécule cause des engourdissements, des picotements et des faiblesses des mains et des pieds,. Des tests réalisés sur les animaux ont montré que l'effet neurotoxique de la 2-hexanone peut être potentialisé par l'administration simultanée de 2-butanone (ou méthyléthylcétone, MEK).
Le 2-hexanone peut aussi former des mélanges vapeur-air hautement inflammables. Le composé a un point d'éclair de 25 °C. La plage d'explosion est comprise entre 1,2 %vol (50 g/m3) et 9,4 %vol.

## Production

### Synthèse
La 2-hexanone peut être produite en petites quantités au laboratoire en hydratant la 1-hexyne :
L'oxydation du 2-hexanol produit également la 2-hexanone :
Une autre synthèse est possible grâce à une réaction de Grignard avec de l'acétonitrile et du bromure de butylmagnésium :